# Fenyőtű-borzasmoly
A fenyőtű-borzasmoly  vagy fenyőtű-aknázómoly (Coleotechnites piceaella) a valódi lepkék (Glossata) alrendjébe tartozó sarlós ajkú molyfélék (Gelechiidae) család 245, hazánkban is honos fajának egyike.

## Elterjedése, élőhelye
Észak-Amerikából származó faj, amit a 20. század második felében hurcoltak be Európába. Németországban 1962-ben találták meg, Magyarországon 1970-ben. Mára az egész országban elterjedt.

## Megjelenése
Tarka szárnyain a barna szín piszkossárgával váltakozik. A szárny fesztávolsága 9–11 mm.

## Életmódja
A lepkék a késő délutáni órákban rajzanak a fenyőfák körül.
A hernyó tápnövényei a lucfenyő (Picea) fajok:
- ezüstfenyő (P. pungens),
- közönséges lucfenyő (P. abies),
- szerb luc (P. omorika).

A hernyó fenyőtűben aknázik, majd a kirágott tűben telel.